# Гундарева, Наталья Георгиевна
Ната́лья Гео́ргиевна Гу́ндарева (28 августа 1948, Москва — 15 мая 2005, Москва) — советская и российская актриса театра и кино; народная артистка РСФСР (1986), лауреат Государственной премии СССР (1984), Государственной премии РСФСР им. братьев Васильевых (1980), премии Президента РФ (2003) и премии Ленинского комсомола (1978). Депутат Государственной думы Федерального собрания РФ первого созыва (1994—1996). Одна из наиболее выдающихся и популярных актрис драматического театра и кино 1970—1980-х годов, трижды признавалась лучшей актрисой года по результатам опросов журнала «Советский экран» (1977, 1981, 1984).
Ведущая актриса Московского академического театра им. Маяковского (1972—2001). За свою значительную влиятельность на художественную и кадровую политику театра получила прозвище «Хозяйка красного дома». Наиболее известные роли сыграла в таких фильмах, как «Труффальдино из Бергамо», «Осенний марафон», «Одиноким предоставляется общежитие», «Вас ожидает гражданка Никанорова», «Хозяйка детского дома», «Сладкая женщина», «Однажды двадцать лет спустя» и других.

## Биография

### Начало
Родилась в Москве 28 августа 1948 года, в коммунальной квартире на Таганке. Отец, Георгий Макарович, работал инженером на заводе малолитражных автомобилей. Мать, Елена Михайловна, работала инженером-проектировщиком — руководителем группы — в проектно-конструкторском бюро ЦНИИ строительства торговых и промышленных зданий. Родители рано развелись и Наталью воспитывала мать. Любовь к театру передалась Наталье от матери, но в качестве актрисы никогда себя не рассматривала — считала, что это не для неё. Восьмиклассницей Наташа пришла в театр юных москвичей во Дворце пионеров на Ленинских горах. В десятом классе школы Гундарева начинает работать чертёжницей в конструкторском бюро, готовится стать проектировщицей.
Друг Натальи, Виктор Павлов, повлиял на неё в выборе профессии и уговорил поступать в Щукинское училище. Весна 1971 года. 22-летняя Гундарева окончила курс Юрия Васильевича Катина-Ярцева, где училась вместе с Константином Райкиным, Юрием Богатырёвым, Натальей Варлей.
В 1972 году многообещающую выпускницу училища приглашали в свою труппу сразу несколько ведущих московских коллективов, и Гундарева выбрала Театр им. Маяковского, в котором служила до конца жизни. Несколько лет главный режиссёр театра Андрей Гончаров предлагал молодой актрисе только эпизодические роли.
В 1974 году в спектакль «Банкрот, или Свои люди — сочтёмся» по Островскому Гончарову понадобилось ввести новую актрису на роль Липочки, которую исполняла Доронина. После 10 дней репетиций Гундарева органично вошла в спектакль; её дебют в главной роли сразу был оценен театральной Москвой.
В кино в эпизодических ролях Наталья Гундарева снималась с 1971 года.
В 1975 г. первой значительной ролью, принесшей актрисе успех, стала Аня Доброхотова в картине «Сладкая женщина» режиссёра Владимира Фетина. Предложения от кинорежиссёров следовали одно за другим.
Практически ни одна работа актрисы не оставалась незамеченной критикой — на сцене, на телевидении, в кино. К концу 1970-х годов Гундарева стала одной из ведущих актрис театра.
По опросу журнала «Советский экран» Гундарева — лучшая актриса в номинации Актриса года в 1977 году.

### Расцвет карьеры
1979—1984 годы становятся временем расцвета театральной и кинематографической карьеры актрисы. Она ушла наконец от амплуа простых деревенских женщин, доярок-буфетчиц, раскрывая психологически сложные, многогранные образы. Одна за другой в свет выходят её программные работы, признанные классикой.
Наиболее значимой из театральных ролей Гундаревой, как считал критик Андрей Плахов, стала Катерина Измайлова в трагедии «Леди Макбет Мценского уезда». Андрей Гончаров собирался поставить Лескова ещё в конце 1950-х в Театре на Малой Бронной. Спектакль был отрепетирован, но в последний момент режиссёр передумал и отложил постановку. В 1979 году Гончаров повторил попытку и на главную роль Катерины Львовны назначил Наталью Гундареву.

Честно говоря, дело тут не только в инсценировке, тогда у меня не было Н. Гундаревой. Ни на Бронной, ни потом в ГИТИСе я не мог осуществить ни инсценировку Дикого, ни свою, над которой начал работать, из-за отсутствия актрисы, способной поднять эту роль. Сергея-то найти было возможно; Катерину Львовну — нет!
— Андрей Гончаров «Режиссёрские тетради» 
Спектакль «Леди Макбет Мценского уезда» стал одной из наиболее значительных постановок в истории Театра им. Маяковского и с успехом шёл в течение 13 лет.
Другой её значимой ролью стала Нина Бузыкина в фильме «Осенний марафон». Ещё одно серьёзное достижение периода — Валерия в телефильме «Отпуск в сентябре» по пьесе Вампилова «Утиная охота» (1979 год, режиссёр В. В. Мельников). Фильм был признан упадническим и дошёл до зрителя только в 1987 году.
Фильмы «Одиноким предоставляется общежитие» (режиссёр С. Самсонов) и «Хозяйка детского дома» (режиссёр В. Кремнёв), вышедшие в 1984 году, затрагивают социально важные темы одиноких женщин и брошенных детей. Аркадий Инин писал сценарий фильма «Одиноким предоставляется общежитие» и образ Веры Голубевой именно «под Гундареву». Темы, поднятые в картинах, и мастерство актрисы вызвали большой отклик у аудитории — спустя много лет она продолжала получать письма от зрителей. Сама лишённая счастья материнства, Наталья Гундарева нередко воплощала на экране образ матери и в том числе многодетной матери — эти работы стали одними из лучших в её карьере.

### Последние годы
В 1991 году Гундарева была удостоена премии «Ника» за лучшую женскую роль в фильме Леонида Менакера «Собачий пир».
С начала 1990-х актриса меньше снималась и репетировала, сетовала на то, что всё меньше ей предлагают подходящих ролей. Заметными работами стали роли леди Гамильтон в спектакле «Виктория?..» и княгини Шадурской в сериале «Петербургские тайны».
Гундарева уделяла внимание общественной и политической деятельности. В 1993—1995 работала в Госдуме во фракции «Женщины России».
Ещё с начала 1980-х годов друзья и знакомые стали замечать, что у актрисы появились проблемы со здоровьем. Она много курила, хотя неоднократно пыталась бросить. Несколько раз из-за приступов гипертонической болезни переносились её спектакли. В 1986 году Гундарева, которая с удовольствием водила машину, попала в тяжёлую аварию и почти год приходила в себя.
Последней работой в театре стала роль Леттис в «Любовном напитке» (1997). В 1999 году актриса серьёзно сбросила вес и перенесла пластическую операцию. Последнюю большую роль — Василису Саввичну в сериале «Саломея» — актриса сыграла в начале 2001 года; зрители обратили внимание на сильно изменившийся облик Гундаревой.

Гундарева, появившаяся на обложках глянцевых журналов после пластической операции, выглядела сногсшибательно, но это была всего лишь фотогеничная маска. На телеэкране — в движении всё обстояло не столь радужно. Застывшее лицо отказывалось слушаться, и, судя по всему, это стало потрясением для чрезвычайно требовательной к себе актрисы… После радикального изменения внешности организм испытывает стресс, потому что сам себя не узнаёт.
— врач-невролог Нина Андриенко 
Гундарева, преданная одному театру и привыкшая к определённой традиции и манере, редко играла в антрепризных спектаклях и постановках других творческих коллективов. В 2001 году Гундарева получила предложение от Олега Табакова в МХТ им. Чехова на роль Мадлены Бежар в «Кабале святош» Булгакова. Интересный персонаж и возможность сыграть в прославленной труппе очень привлекали артистку, и она начала репетиции. Однако в новом коллективе были свои порядки, и ей сложно было с ними свыкнуться. Как вспоминал Игорь Костолевский: «Я помню, как она мне жаловалась, когда репетировала во МХАТе и не могла понять, почему меняется время репетиций, почему всё происходит не вовремя». В итоге незадолго до премьеры Гундарева отказалась от роли.

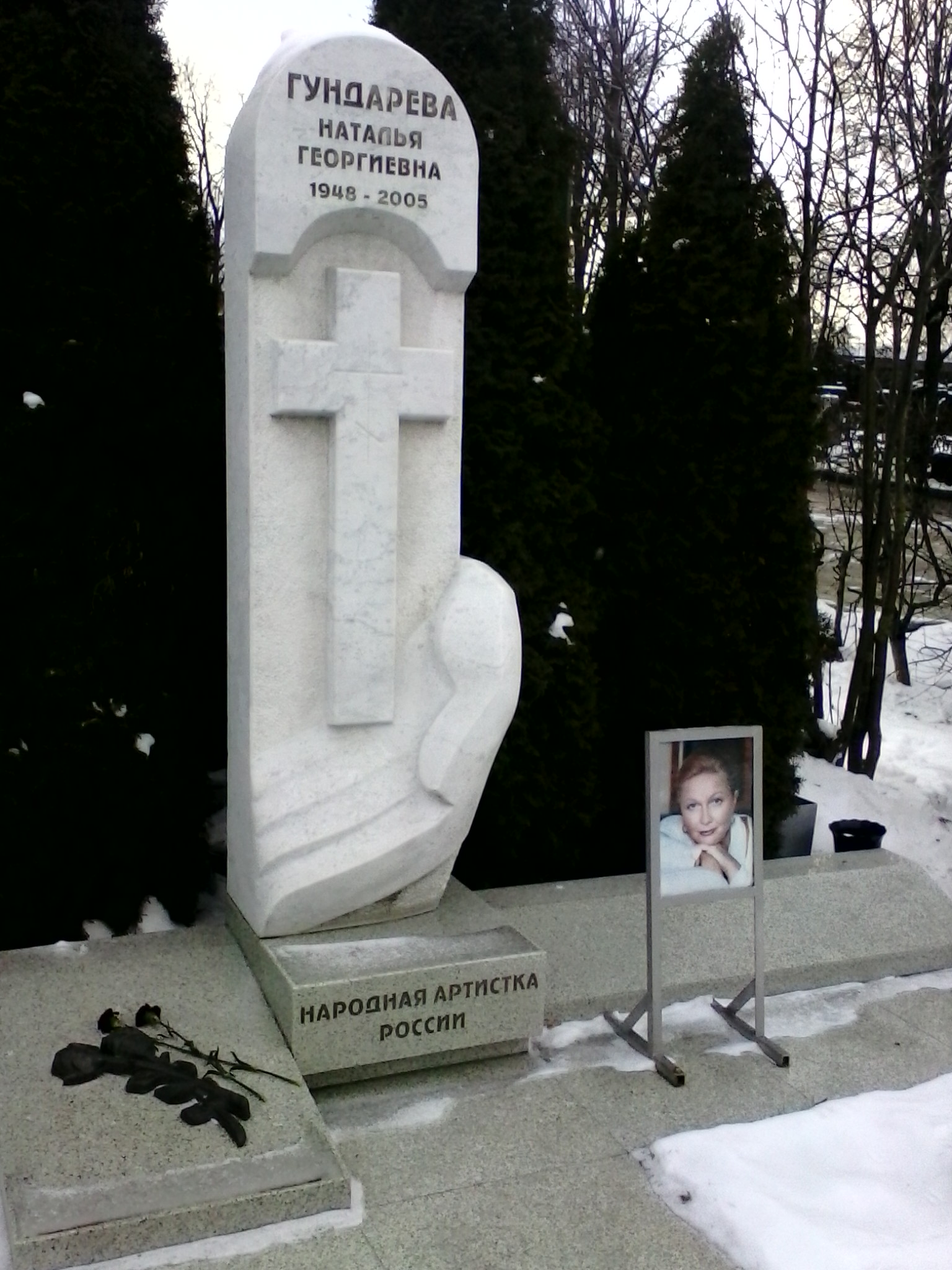
Могила Натальи Гундаревой на Троекуровском кладбище Москвы

Лето 2001 года из-за аномальной жары Гундарева проводила на даче в Подмосковье в районе станции Дедовск, в санатории Управления делами президента «Снегири». В ночь с 18 на 19 июля она почувствовала себя плохо и была доставлена в больницу с диагнозом «нарушение мозгового кровообращения». Актрису экстренно перевезли в Институт Склифосовского, по дороге состояние её резко ухудшилось. 21 июля она впала в кому, и врачи констатировали обширный ишемический инсульт. 27 июля была переведена в НИИ нейрохирургии им. Н. Н. Бурденко, ситуация начала меняться к лучшему. 1 августа Гундарева полностью пришла в себя. Постепенно пошла на поправку, к ней вернулись речь и ограниченное движение. К лету 2002 года Гундарева выписалась из больницы и переехала домой. Дала несколько интервью прессе, принимала друзей. В 2002 году в рамках акции «Во имя здоровья» занималась благотворительностью и помогала многим актёрам пройти курс лечения.
Гундарева планировала вернуться на сцену, но в августе 2002 года её состояние снова стало ухудшаться. По некоторым сведениям, 29 августа 2002 года актриса перенесла второй инсульт.
В декабре 2002 года во время прогулки Наталья Гундарева поскользнулась и сильно ударилась затылком. Помимо травмы головы, это падение привело к общему ухудшению состояния здоровья. Актриса перестала ходить.
В 2003 году снялась в фильме Дина Махаматдинова «Криминальное танго», не вышедшем на экраны по причине конфликта между режиссёром и продюсером.
15 мая 2005 года в возрасте 56 лет Гундарева около 21:00 скончалась по дороге в больницу Святителя Алексия из-за повторного геморрагического инсульта. Похоронена 18 мая на Троекуровском кладбище Москвы (уч. 6). Памятник на могиле актрисы сооружён по проекту Фридриха и Ваге Согоянов.

## Семья и личная жизнь
Наталья Гундарева трижды была замужем.
В 1973 году во время съёмок телевизионного спектакля «Обрыв» она познакомилась с Леонидом Хейфецем. Известный режиссёр был на 14 лет старше молодой актрисы. Сразу после съёмок они поженились. Леонид Ефимович — который до того, как обзавёлся семьёй, не имел своего жилья и обитал прямо в театре — получил квартиру. Через шесть лет супруги развелись. Гундарева жаловалась, что разрывается между семейными заботами и навалившейся тогда высокой профессиональной востребованностью.
В 1979 году во время работы над звёздным спектаклем «Леди Макбет Мценского уезда» Гундарева сблизилась со сценическим партнёром по роли Виктором Корешковым. После короткого и бурного романа они поженились, но брак вскоре распался.
О первом и особенно о втором браке актриса не любила вспоминать. В те годы актриса жила на восьмом этаже сталинской высотки у Красных ворот на Садовом кольце.
После второго брака у Гундаревой начались отношения с актёром Сергеем Насибовым. Сергей и Наталья сблизились во время совместных репетиций в театре имени Маяковского. Десятилетняя разница в возрасте не стала препятствием для романа. Официально Гундарева и Насибов начали встречаться, оказавшись вместе на гастролях в Кишинёве. Наталья просто перебралась к Сергею в номер, о чём немедленно узнали все, кто их сопровождал. Некоторое время спустя актёр развелся с Екатериной Дуровой. Роман продолжался в течение трёх лет, затем Гундарева и Насибов оповестили друзей о своём расставании. Насибов полагал, что в их расставании виноват он один, так как ввиду молодости ещё не научился ценить своё счастье.
Затем в течение полутора лет был роман (1984—1985) с футболистом московского «Динамо» Александром Минаевым.
Третий и последний брак (с 1986 года) — с Михаилом Филипповым, актёром театра Маяковского с 1973 года. Филиппов и Гундарева были давними знакомыми. В этом браке актриса, по собственному признанию, наконец-то обрела своё счастье. Как вспоминала сама актриса:

Миша пришёл в наш театр и подружился с моим бывшим сокурсником по театральному училищу, — таким образом мы оказались в одной компании. Приятельствовали, устраивали розыгрыши, хохмы… Потом в театре мы так сработались, что поняли: нам нужно жить вместе. Я за него вышла замуж не потому, что он талантливый, а потому, что это он…
— 
Детей у Натальи Гундаревой не было. По свидетельству её спутника Александра Минаева, — бесплодие наступило из-за неудачной операции, случившейся в молодости. Сама Гундарева говорила, что детей ей заменил театр. Однако у Натальи Гундаревой в сорок лет появилась так называемая «приёмная дочь» Ирина Дёгтева. О ней писал муж Гундаревой Михаил Филиппов в книге воспоминаний «Наташа»:

«Жили-были старик со старухой. И не было у них детей. И послал им Бог дочку…». Вот и нам послал Господь дочку. Не Снегурочку, не Дюймовочку, а как Маугли — Человеческого детёныша — Ирку! Мы оба привязались к ней, а она к нам. Когда мы обрели этого Подкидыша, ребёнку было лет тридцать, так что многие заботы от нас отпадали — она умела читать, плавать, и в школу нас никто не вызывал за неуспеваемость и проказы.

В 80-х годах проживала в Москве на Садовой-Спасской улице, 21, с 90-х годов до конца жизни — в доме 10 на 1-й Тверской-Ямской улице.

## Творчество

### Обзор
Первые роли Натальи Гундаревой эксплуатировали характерную внешность. Образ типичной русской женщины, кустодиевской красавицы привлекал публику. Однако даже в дебютных ролях ощущалось, что актриса способна на гораздо большее. Она воплощала на сцене русский национальный тип, но делала это с оглядкой на европейскую театральность.
За без малого тридцать лет своей творческой карьеры Гундаревой удалось создать галерею разноплановых образов. Первая же роль — Липочки в «Банкроте» — показала, что актриса способна передавать тонкие нюансы психологии героини. Способность раскрыть и донести режиссёрскую мысль в персонажах с самых разных полюсов — ещё одна грань таланта актрисы ученицы вахтанговской школы. Драматург Александр Володин упоминал даже о том, что с Гундаревой стало отождествляться представление о том, что её героини — пошлые и приземлённые создания, своего рода хозяйки современной жизни. Но и в таких образах можно было увидеть тонкие штрихи, которые актриса создала своим дарованием в неприглядных героях. Карен Шахназаров считал, что Гундаревой, как никому другому в советском театре и кино, свойственны страстность, темперамент и точность в деталях. Её работа в фильме «Зимний вечер в Гаграх», по словам Шахназарова, спасла плоскую и маловыразительную по сценарию роль певицы Мельниковой.
Гундарева всегда считала себя прежде всего театральной актрисой. Андрей Гончаров стал для неё больше чем режиссёром и наставником. В статье, посвящённой его памяти, актриса писала: Я слепо однажды приняла на веру его веру. Я была только глиной в руках Мастера…. Партнёры по сцене считали, что Наталья Гундарева и Армен Джигарханян — идеальные актёры для Гончарова. Гундаревой всегда был больше по душе академический театр, традиции чеховской и горьковской драматургической школы. В 1990-е годы ей было очень сложно свыкнуться с новыми веяниями и авангардистскими изысками. Как вспоминал Виктор Мережко, создавший в своих сценариях несколько интересных героинь для актрисы, с конца 1980-х началась эксплуатация её профессиональных возможностей.

Мне кажется, что театр из Храма превращается в балаган. Из носителя духовности и нравственности — в царство натурализма, цинизма и примитивизма… Все традиции, которые складывались десятилетиями, попираются и осмеиваются новыми дельцами от искусства. Этот вирус проникает даже и в традиционные реалистические классические постановки, которых становится всё меньше, — их просто уже стыдятся ставить.
— из интервью актрисы 
Гундаревой удалось успешно поработать и в таком сложном жанре, как художественное чтение. Она всегда любила русскую классику, особенно Достоевского и Лескова. Ещё во время учёбы в Щукинском училище педагог Дина Андреева привила будущей актрисе вкус к слову, способность передать слушателю его музыку и колорит. В 1981 году Наталья Гундарева записала для ЦТ СССР моноспектакль «Тупейный художник», в котором она читала прозу Лескова.

Теперь очевидно, что, ограничивая актрису, режиссёры словно насильно совершили выдающееся открытие. Таких «простых» женщин, как женщины Гундаревой, в советском кино ещё не было. «И простые бывают роковыми, а роковые — простыми»…
— Михаил Трофименков

### Фильмография
- 1966 — Хмырь — здоровячка
- 1970 — В Москве проездом… — продавщица биноклей в ГУМе
- 1972 — Здравствуй и прощай — Надежда Сергеевна (Надёжка), буфетчица в кафе «Улыбка»
- 1973 — Назначение — Майя Золоткова
- 1973 — Ищу человека — Клава
- 1974 — Осень — Дуся
- 1974 — Самый жаркий месяц — Таня
- 1974 — Сергеев ищет Сергеева — председатель месткома
- 1976 — Сладкая женщина — Анна Александровна Доброхотова
- 1976 — Труффальдино из Бергамо — Смеральдина, служанка в доме Панталоне (вокал — Елена Дриацкая)
- 1977 — Смешные люди! — Машуня, жена следователя
- 1977 — Подранки — Тася
- 1977 — Обратная связь — Медведева
- 1978 — Гарантирую жизнь — Ольга
- 1978 — Уходя — уходи — Марина
- 1978 — Вас ожидает гражданка Никанорова — Катя Никанорова
- 1978 — След на земле — Клава
- 1979 — Отпуск в сентябре — Валерия
- 1979 — Осенний марафон — Нина Евлампиевна Бузыкина
- 1980 — Мнимый больной — Белина
- 1980 — Следствие ведут ЗнаТоКи. Ушёл и не вернулся — Алёна Миловидова
- 1980 — Белый снег России — Надежда, русская жена Алёхина
- 1980 — Однажды двадцать лет спустя — Надя Круглова
- 1980 — О бедном гусаре замолвите слово — Жужу, модистка
- 1980 — Дульсинея Тобосская — Альдонса-Дульсинея
- 1980 — Незваный друг — Анна Глушенкова, бывшая жена Виктора
- 1981 — Проданный смех — фрау Бебер
- 1982 — Детский мир — Людмила Яковлевна
- 1983 — Одиноким предоставляется общежитие — Вера Николаевна Голубева
- 1983 — Подросток — Татьяна Павловна
- 1983 — Срок давности — Наталья
- 1983 — Хозяйка детского дома — Александра Ивановна Ванеева
- 1983 — И жизнь, и слёзы, и любовь — повариха
- 1985 — Подвиг Одессы — тётя Груня
- 1985 — Зимний вечер в Гаграх — Мельникова, певица
- 1985 — Личное дело судьи Ивановой — Любовь Григорьевна Иванова, судья
- 1985 — Прощание славянки — Женя
- 1985 — Дети солнца — Меланья Николаевна, сестра Бориса Чепурного
- 1987 — Избранник судьбы — трактирщица
- 1988 — Жизнь Клима Самгина — Марина Петровна Зотова (Премирова)
- 1988 — Аэлита, не приставай к мужчинам — Аэлита
- 1989 — Оно — Клемантинка де Бурбон
- 1989 — Две стрелы. Детектив каменного века — Вдова
- 1989 — Сердце не камень — Аполлинария Халымова
- 1990 — Паспорт — Инга
- 1990 — Собачий пир — Жанна
- 1990 — Искушение Б. — Наталья Петровна, она же Маркиза
- 1991 — Виват, гардемарины! — императрица Елизавета
- 1991 — Чокнутые — княгиня Отрешкова
- 1991 — Затерянный в Сибири — Фаина
- 1991 — Тысяча долларов в одну сторону — Анфиса
- 1991 — Курица — Кострова Алла Ивановна, актриса Дощатовского драматического театра (ДДТ)
- 1991 — Небеса обетованные — Люська, сожительница Васьки, посудомойка
- 1992 — Гардемарины 3 — императрица Елизавета
- 1992 — Осколок «Челленджера» — Зинаида
- 1993 — Альфонс — Света
- 1993 — Личная жизнь королевы — Рапа, генсек КПЗ
- 1993 — Заложники «Дьявола» — Елена Сергеева
- 1994 — Петербургские тайны — Татьяна Львовна Шадурская, княгиня
- 1995 — Московские каникулы — Дуся
- 1998 — Райское яблочко — Римма Петровна Крутилина, директор
- 1998 — Хочу в тюрьму — Маша
- 2000 — Любовь.ru — Марина
- 2001 — Ростов-папа — Анна Гусарова
- 2001 — Саломея — Василиса Саввична, сваха
- 2003 — Криминальное танго — Лидия Львовна, генеральская вдова

### Телеспектакли и телеверсии спектаклей
- 1973 — Обрыв — Марфинька
- 1975 — Возвращение — Софья Кирилловна Заднепровская
- 1975 — Трактирщица — Мирандолина
- 1976 — Вишнёвый сад — Дуняша
- 1977 — Доходное место — Вышневская
- 1977 — Любовь Яровая — Дунька
- 1978 — Капитанская дочка (Страницы романа) — Екатерина II
- 1975 — Стойкий туман — Ефросинья
- 1975 — Интервью в Буэнос-Айресе — Клара Фастос
- 1981 — Тупейный художник (моноспектакль)
- 1986 — Жизнь Клима Самгина — Маргарита
- 1986 — Переход на летнее время — Венцова

### Озвучивание
Мультфильмы
- 1984 — То ли птица, то ли зверь — читает текст
- 1986 — Сказка о глупом муже
- 1993 — Шут Балакирев — Екатерина I

Кинофильмы
- 1975 — Они сражались за Родину — доярка Глаша (роль Лидии Федосеевой-Шукшиной)
- 1976 — Двадцать дней без войны — Ксения Сергеевна, бывшая жена Лопатина (роль Люсьены Овчинниковой)
- 1979 — Осенний марафон — Лена, дочь Бузыкиных (роль Ольги Богдановой)

## Награды и премии
- Лучшая актриса года по результатам опросов журнала «Советский экран» (1977, 1981, 1984)
- Премия Ленинского комсомола (1978) — за создание образов современников и высокое исполнительское мастерство.
- Заслуженная артистка РСФСР (5 марта 1980 года) — за заслуги в области советского театрального искусства[26]
- Государственная премия РСФСР имени братьев Васильевых (1980) — за исполнение роли Нины Бузыкиной (фильм «Осенний марафон»).
- Приз IX Международного кинофестиваля в Болгарии (1981).
- Государственная премия СССР (1984) — за исполнение ролей Садофьевой в спектакле «Молва» А. Д. Салынского и Катерины Львовны Измайловой в спектакле «Леди Макбет Мценского уезда» Н. С. Лескова.
- Народная артистка РСФСР (7 февраля 1986 года) — за заслуги в области советского театрального искусства[27].
- Премия Союза кинематографистов России «Ника» в номинации «Актриса года» (1990).
- Приз «Алмазный венец» Всероссийского фестиваля «Созвездие» (1990).
- Приз на Международном кинофестивале в Монреале в номинации «Лучшая женская роль» (1990).
- Премия Мэрии Москвы в области литературы и искусства (1994) — за участие в спектакле «Жертва века».
- Премия «Хрустальная Турандот» (1996).
- Орден «За заслуги перед Отечеством» IV степени (3 февраля 1998) — за большие заслуги в развитии театрального искусства[28].
- Независимая премия «Кумир» (1999).
- Премия МКФ «Восток-Запад» в Баку — за лучший женский образ (2000).
- Международная театральная премия имени К. С. Станиславского (2001).
- Премия Президента Российской Федерации в области литературы и искусства 2002 года (13 февраля 2003 года)[29].
- Приз Российской академии кино «Золотой орёл» в номинации «Лучшая актриса года» за фильм «Ростов-папа» (2003).